# Badagavarahalli, Chintamani
Badagavarahalli là một làng thuộc tehsil Chintamani, huyện Kolar, bang Karnataka, Ấn Độ.